# Al'bert Mokeev
Al'bert Andreevič Mokeev (in russo Альберт Андреевич Мокеев?; Vladimir, 4 gennaio 1936 – Mosca, 27 febbraio 1969) è stato un pentatleta sovietico.

## Palmarès
In carriera ha conseguito i seguenti risultati:
- Giochi olimpici:

Tokyo 1964: oro nel pentathlon moderno a squadre e bronzo individuale.
- Mondiali:

Magglingen 1963: argento nel pentathlon moderno a squadre.
Lipsia 1965: argento nel pentathlon moderno a squadre.